# Purpur-Prunkwinde
Die Purpur-Prunkwinde (Ipomoea purpurea) ist eine Pflanzenart aus der Gattung der Prunkwinden (Ipomoea) in der Familie der Windengewächse (Convolvulaceae). Diese Kletterpflanze ist in der Neotropis weitverbreitet und einige Sorten werden als Zierpflanze verwendet.

## Beschreibung

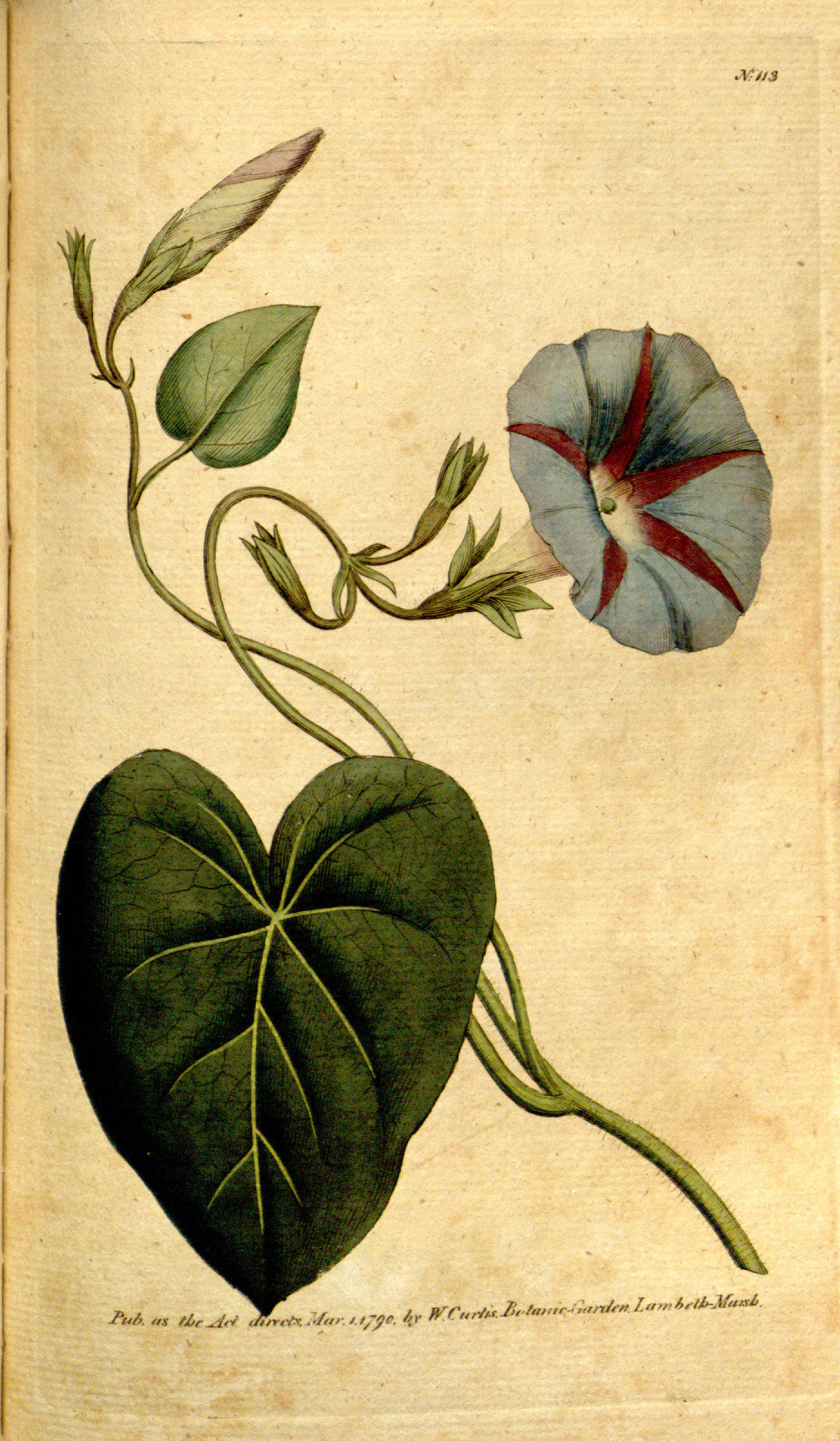
Illustration aus Curtis: The Botanical Magazine, Volume 4, 1791, Tafel 113

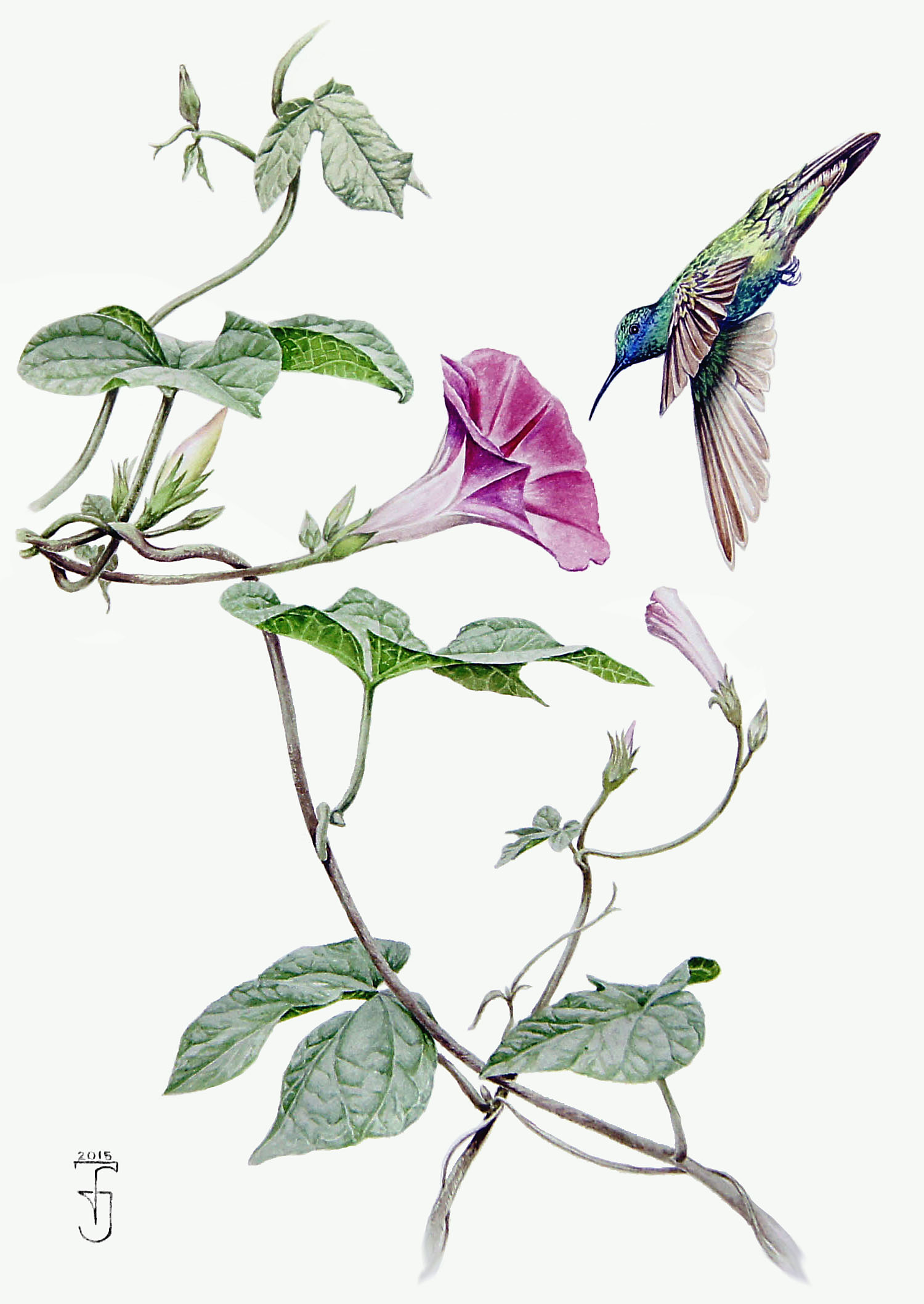
Illustration aus Illustraciència Award

### Vegetative Merkmale
Die Purpur-Prunkwinde ist eine windende, einjährige krautige Pflanze, die Wuchshöhen von bis zu 3 Meter erreicht. Der Stängel ist behaart. Die wechselständig angeordneten Laubblätter sind in Blattstiel und Blattspreite gegliedert. Die Blattspreite ist einfach oder dreilappig.

### Generative Merkmale
Die zwittrigen Blüten sind radiärsymmetrisch und fünfzählig mit doppelter Blütenhülle. Die fünf Kelchblätter sind 8 bis 15 Millimeter lang, stumpf, spitz oder zugespitzt und haben keine lang ausgezogene Spitze. Die Krone ist meist 3 bis 5, selten bis 8,5 Zentimeter lang. Der Kronsaum ist blau bis rot oder weiß und weist oft farbige Streifen auf. Es sind drei Narbenlappen vorhanden.
Die Chromosomenzahl beträgt 2n = 30.

## Phänologie
Die Blütezeit reicht von Juli bis Oktober. Die Purpur-Prunkwinde ist ein Vormittags- und Mittagsblüher.

## Vorkommen
Die Heimat der Purpur-Prunkwinde ist in der Neotropis weitverbreitet. Sie wird fast weltweit kultiviert und ist in einigen Gebieten verwildert.
Die Purpur-Prunkwinde kommt in Mexiko an Flussufern und in Eichenwäldern in Höhenlagen von 2240 bis 2650 Meter vor.

## Taxonomie
Die Erstveröffentlichung erfolgte 1762 unter dem Namen (Basionym) Convolvulus purpureus durch Carl von Linné. Synonyme für Ipomoea purpurea (L.) Roth sind: Convolvuloides purpurea (L.) Moench, Convolvulus mutabilis Salisb. nom. superfl., Convolvulus pilosus Rottler, Convolvulus eriocaulos Roem. & Schult., Convolvulus intermedius Roem. & Schult. nom. illeg., Convolvulus schultesii Roem. & Schult., Convolvulus glandulifer Spreng., Convolvulus hirsutulus (J.Jacq.) Colla, Pharbitis purpurea (L.) Bojer, Diatrema purpurea (L.) Raf., Pharbitis nil var. paichou (J.R.Wu) J.R.Wu, Pharbitis hispida (Zuccagni) Choisy, Pharbitis diversifolia Lindl., Pharbitis githaginea Hochst. ex Choisy, Pharbitis nil var. diversifolia (Lindl.) Choisy, Pharbitis hispida var. imberbis Beurl., Convolvuloides leucosperma Moench, Ipomoea discolor Jacq., Ipomoea glandulifera Ruiz & Pav., Ipomoea hispida Zuccagni, Ipomoea intermedia Schult., Ipomoea hirsutula J.Jacq., Ipomoea zuccagnii Roem. & Schult., Ipomoea affinis M.Martens & Galeotti, Ipomoea nil var. diversifolia (Lindl.) Choisy, Ipomoea pilosissima M.Martens & Galeotti,
Ipomoea mexicana A.Gray nom. illeg., Ipomoea wattii C.B.Clarke, Ipomoea chanetii H.Lév., Ipomoea purpurea var. superba Ledeb., Ipomoea purpurea var. diversifolia (Lindl.) O’Donell.

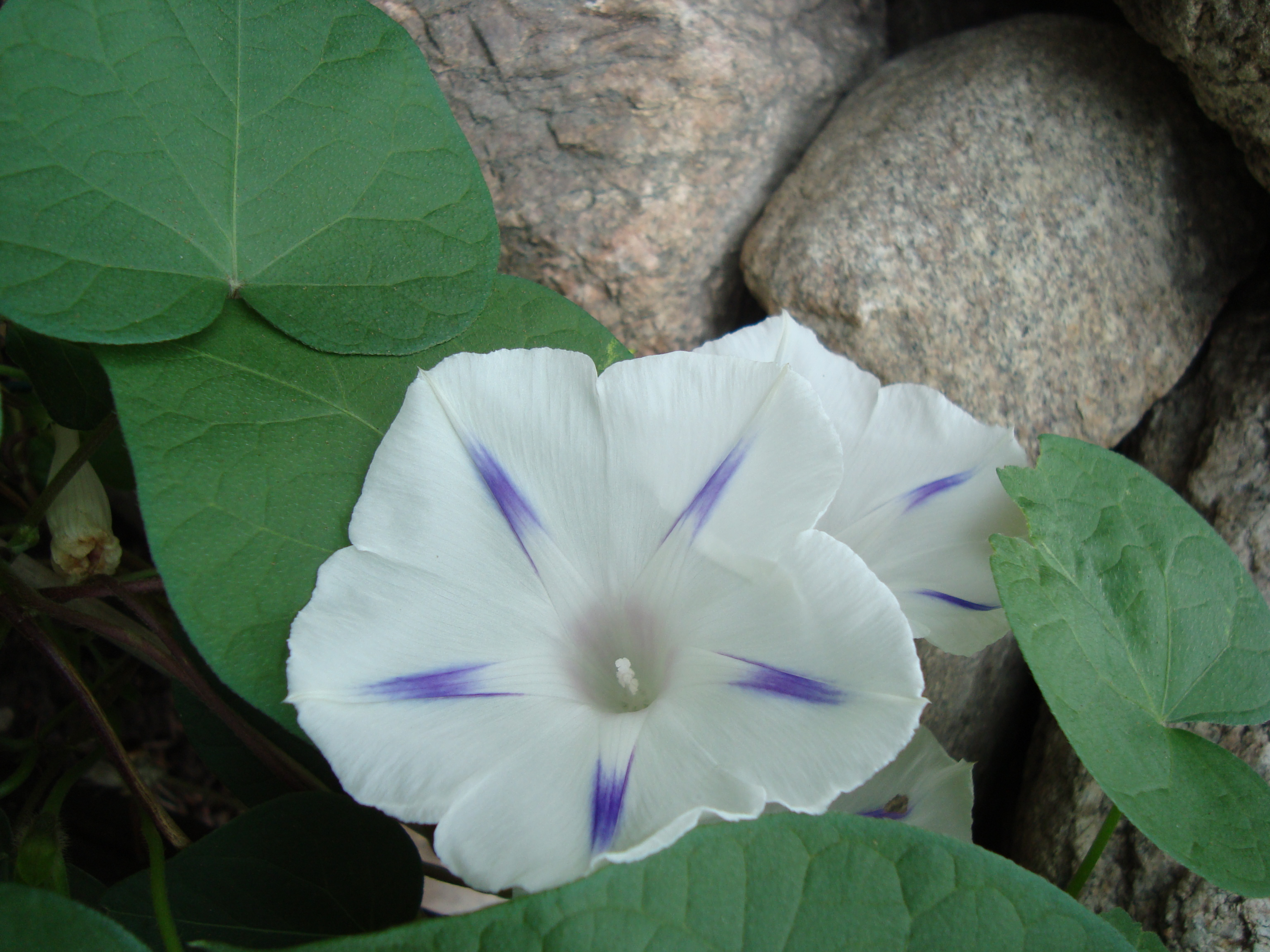
Die Sorte ‘Milky Way’

## Nutzung
Die Purpur-Prunkwinde wird zerstreut als Zierpflanze für Spaliere und Balkonkästen genutzt. Sie ist seit spätestens 1629 in Kultur. Es gibt einige Sorten. Die Purpur-Prunkwinde benötigt einen sonnigen Standort.

## Belege
- Eckehart J. Jäger, Friedrich Ebel, Peter Hanelt, Gerd K. Müller (Hrsg.): Rothmaler Exkursionsflora von Deutschland. Band 5: Krautige Zier- und Nutzpflanzen. Spektrum Akademischer Verlag, Berlin Heidelberg 2008, ISBN 978-3-8274-0918-8.